# 파키스탄 선언
파키스탄 선언은 초우드리 라흐마트 알리](Choudhry Rahmat Ali)가 인도 제국의 무슬림은 따로 국가를 세워야 한다는 두 국가 이론에 기인하여 인도 북서부 5개 지역을 묶어 파키스탄으로 명명한 선언이다.
원제는 Now or Never; Are We to Live or Perish Forever?이며, 인도 제국의 펀자브, 아프가니아(당시 북서변경주), 카슈미르, 신드, 발루치스탄 등 5개의 북서부 지방을 묶어 파키스탄이라는 이름을 붙였다.